# Holcencyrtus liriomyzae
Holcencyrtus liriomyzae är en stekelart som beskrevs av Jean Risbec 1951. Holcencyrtus liriomyzae ingår i släktet Holcencyrtus och familjen sköldlussteklar.
Artens utbredningsområde är Senegal. Inga underarter finns listade i Catalogue of Life.